# Franciszek Bujak
Franciszek Bujak, född 25 november 1896 i Zakopane, död 11 september 1975 i Zakopane, var en polsk vinteridrottare som var aktiv inom nordisk kombination och längdskidor under 1920-talet. Han medverkade vid Olympiska vinterspelen 1924 i nordisk kombination, han bröt dock tävlingen. Han tävlade även i 18 km längdskidor under samma Olympiska vinterspel, hans placering blev tjugosjua.